# Estadio Olímpico Universitario
El Estadio Olímpico Universitario (inicialmente llamado Estadio de Ciudad Universitaria, y ocasionalmente referido como Estadio México 68) es un recinto deportivo multiusos perteneciente a la Universidad Nacional Autónoma de México (UNAM), ubicado en la Ciudad de México, obra de los arquitectos Augusto Pérez Palacios, Jorge Bravo y Raúl Salinas Moro. Fue inaugurado el 20 de noviembre de 1952 con la apertura de los II Juegos Deportivos Nacionales. Es el segundo estadio más grande del país, después del Estadio Azteca, localizado en la misma urbe; tiene una capacidad para 72 000 espectadores. Fue la sede principal de los Juegos Olímpicos de 1968, albergando las ceremonias de apertura y clausura, así como las competencias de atletismo.
Es el único de los estadios olímpicos ubicado en un área declarada Patrimonio Cultural de la Humanidad (Ciudad Universitaria de la UNAM). Fue llamado por Frank Lloyd Wright el "edificio más importante de la América Moderna".
En eventos multideportivos fue la sede principal de los Juegos Panamericanos de 1955; los Juegos Centroamericanos y del Caribe de 1954 y 1990; y de los Juegos Mundiales Universitarios o Universiadas de 1979. En todas las anteriores fue también el escenario de las competencias de atletismo; y aunque en los Juegos Panamericanos de 1975 no albergó las ceremonias de apertura y clausura (se realizaron en el Estadio Azteca), si escenificó las competencias de atletismo.
En el fútbol fue escenario de cuatro partidos de la Copa Mundial de Fútbol de 1986, y de todos los duelos del Campeonato Panamericano de Fútbol de 1956. Ha fungido como anfitrión de campeonatos continentales de clubes (Copa de Campeones de la Concacaf, Copa Libertadores, Copa Interamericana y Copa Sudamericana); el Torneo de fútbol de los Juegos Centroamericanos y del Caribe de 1954, el Torneo de fútbol de los Juegos Panamericanos de 1955 y competencias locales (Liga, Copa México, Campeón de Campeones, 2.ª división y clasificatorios a Copa Libertadores).
Actualmente ejercen como equipos locales: Universidad Nacional y Cruz Azul, clubes de fútbol de la Primera División de México y Pumas CU club de fútbol americano colegial integrante de la ONEFA.
También fue sede de la selección mexicana de fútbol (1956-66), de los clubes América y Necaxa de 1955 a 1966; y Atlante de 1957 a 1966.

## Historia

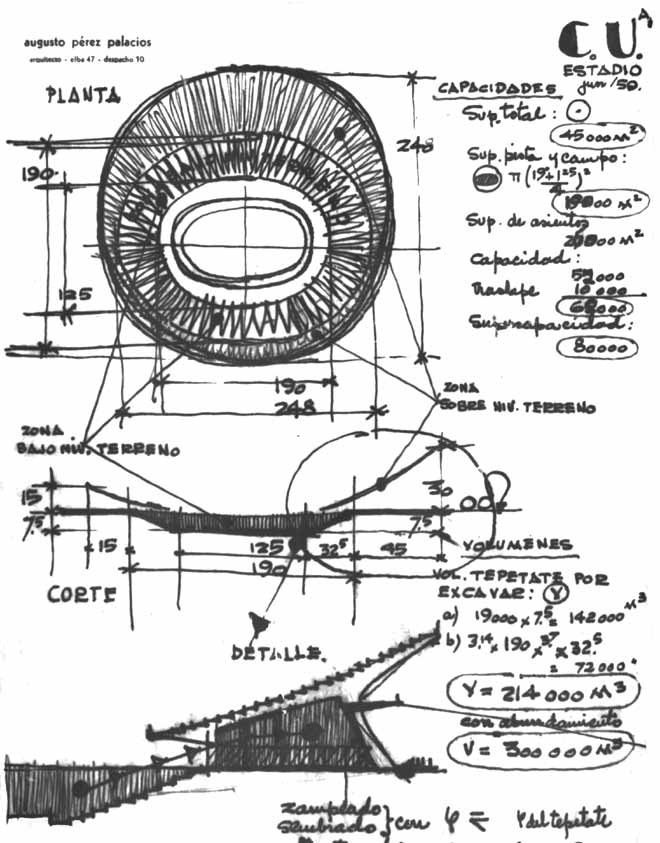
Planos originales del arquitecto Augusto Pérez Palacios.

### Construcción e inauguración

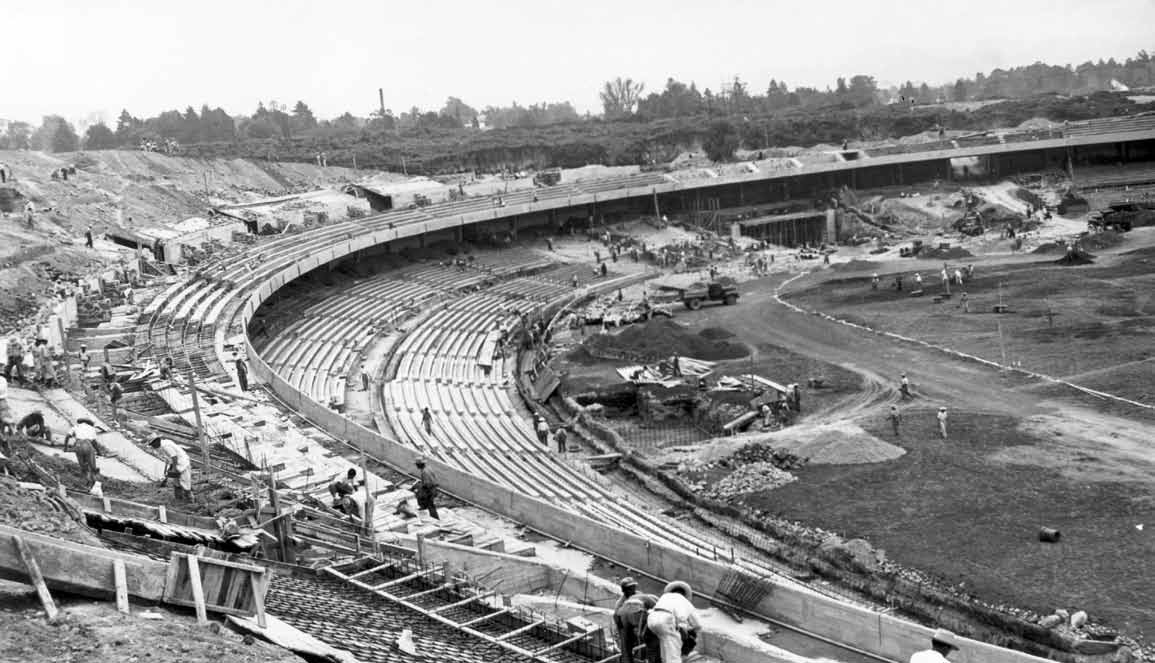
Construcción del estadio, 1950.

El proyecto del estadio fue asignado al arquitecto Augusto Pérez Palacios, en colaboración con Raúl Salinas Moro y Jorge Bravo Jiménez en marzo de 1950. Para el diseño del estadio, Pérez Palacios consideró el diseño de otros como el de Berlín, el de Florencia y el de Roma, así como soluciones de estadios de universidades estadounidenses como el Schoellkopf Field del Cornell Big Red en la Universidad Cornell, obra de Gavin Hadden. Esta última inspiró al arquitecto para solucionar la disposición de las graderías con el fin de dar mayor comodidad y amplitud visual a la estancia de los espectadores, con el diseño de dos grandes niveles de gradas con uno intermedio, así como un menor nivel en las cabeceras.
Ubicado en una hondonada situada en el Pedregal de San Ángel, se colocó la primera piedra de este recinto deportivo el 7 de agosto de 1950. La obra civil —en la cual participaron poco más de 10 000 obreros, quienes inclusive trabajaron las 24 horas del día— se construyó en solo ocho meses y su costo fue de 28 millones de pesos. En sus taludes el artista Diego Rivera encabezó la creación del mural La universidad, la familia y el deporte en México, el cual quedó inconcluso tras la muerte del artista.
El Estadio Universitario —como fue conocido en esa época— se concibió con una visión futurista del deporte, se construyó con los más modernos adelantos tecnológicos de la época, dotándosele de espacio suficiente para que en su entorno se edificaran canchas de calentamiento, una alberca, un gimnasio cerrado y un jardín botánico.
Fue inaugurado el 20 de noviembre de 1952 en una ceremonia encabezada por el presidente de México Miguel Alemán Valdés y el rector de la UNAM Luis Garrido Díaz, para después, al filo de las 5:30 de la tarde, dar paso a los II Juegos Juveniles Nacionales. Pocos días después fue testigo del clásico universitario de fútbol americano entre los Pumas de la UNAM y los Burros Blancos del IPN, del cual resultó victorioso la UNAM con un marcador de 20-19.

### Juegos Centroamericanos y del Caribe 1954
Originalmente programados para llevarse a cabo en Panamá, la Ciudad de México emergió como sede sustituta, y por segunda ocasión se convirtió en la anfitriona. Del 5 al 20 de marzo de 1954, en este escenario se congregaron 1336 deportistas de 12 países, compitiendo en 20 deportes. La delegación mexicana concluyó en primer lugar del medallero con 125 medallas (47 de oro, 42 de plata y 36 de bronce).

#### Torneo de Fútbol

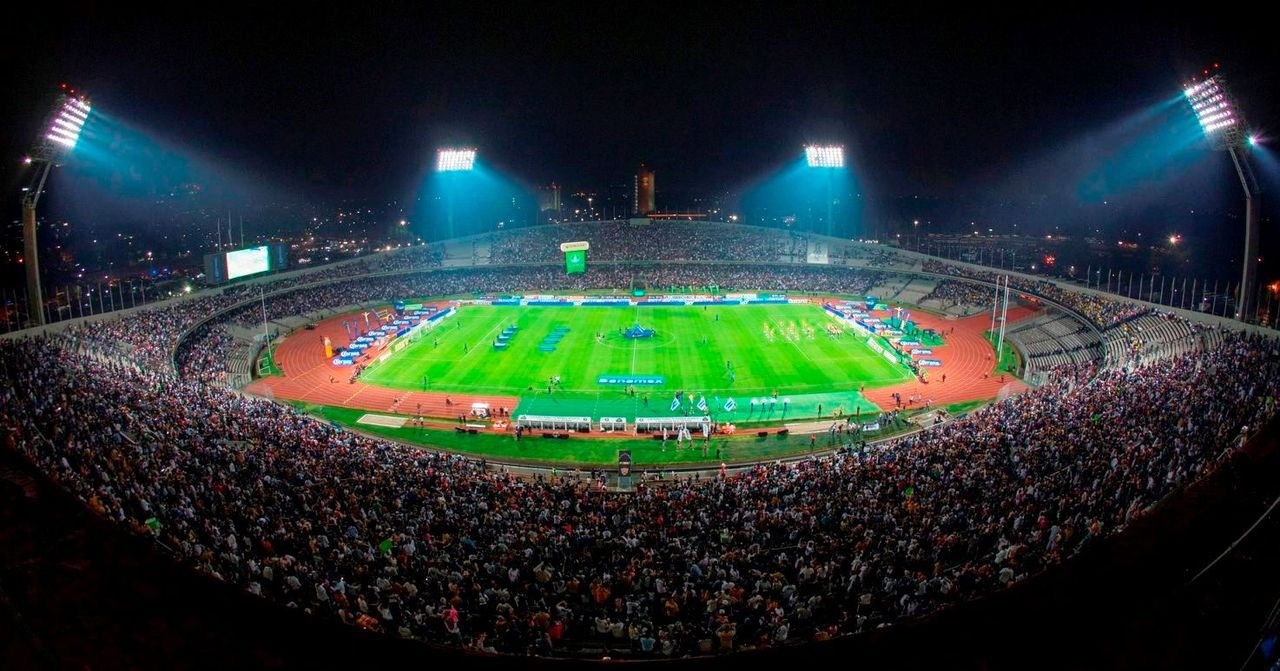
Panorámica nocturna del estadio, con aforo completo.

A la par de las competencias atléticas y otras disciplinas, el estadio albergó la totalidad del Torneo de Fútbol de los Juegos Centroamericanos y del Caribe. El certamen se disputó bajo el formato de liga, es decir, un solo grupo integrado por las cinco selecciones participantes, que jugaron todos contra todos a una sola rueda, con la consecuente obtención de las medallas para los tres primeros lugares. Estos serían los primeros partidos de fútbol en la historia del estadio, aunque tratándose de selecciones amateur.
| Fecha       | Fase  | Equipo      |                        | Resultado |                        | Equipo      | Espectadores |
| ----------- | ----- | ----------- | ---------------------- | --------- | ---------------------- | ----------- | ------------ |
| 8 de marzo  | Grupo | México      | Bandera de México      | 4 - 0     | Bandera de Cuba        | Cuba        |              |
| 9 de marzo  | Grupo | Colombia    | Bandera de Colombia    | 2 - 2     | Bandera de El Salvador | El Salvador |              |
| 10 de marzo | Grupo | México      | Bandera de México      | 4 - 0     | Bandera de Panamá      | Panamá      |              |
| 12 de marzo | Grupo | El Salvador | Bandera de México      | 3 - 1     | Bandera de Cuba        | Cuba        |              |
| 13 de marzo | Grupo | Colombia    | Bandera de Colombia    | 2 - 1     | Bandera de Panamá      | Panamá      |              |
| 14 de marzo | Grupo | México      | Bandera de México      | 2 - 3     | Bandera de El Salvador | El Salvador |              |
| 15 de marzo | Grupo | Panamá      | Bandera de Panamá      | 4 - 0     | Bandera de Cuba        | Cuba        |              |
| 16 de marzo | Grupo | México      | Bandera de México      | 1 - 0     | Bandera de Colombia    | Colombia    |              |
| 17 de marzo | Grupo | El Salvador | Bandera de El Salvador | 1 - 0     | Bandera de Panamá      | Panamá      |              |
| 18 de marzo | Grupo | Cuba        | Bandera de Cuba        | 1 - 2     | Bandera de Colombia    | Colombia    |              |

### Juegos Panamericanos de 1955
Estadio Olímpico Universitario video.webm
Los II Juegos Panamericanos se inauguraron el 12 de marzo, frente a una asistencia pública de más de 100 000 espectadores (capacidad máxima en ese momento del estadio). Un total de 2583 atletas de 22 naciones participaron en el desfile inaugural. El sol canicular, combinado con la altitud de la Ciudad de México hizo desmayar a dos miembros de la delegación estadounidense, ambos se recuperaron rápidamente.
Los anfitriones concluyeron en tercer lugar del medallero con 50 medallas (17 de oro, 11 de plata y 30 de bronce).

#### Torneo de fútbol
De forma paralela a las competencias atléticas y de otras disciplinas, el estadio fue escenario del Torneo de Fútbol de los Juegos Panamericanos. El certamen se disputó bajo el formato de liga, es decir, un solo grupo integrado por las cuatro selecciones participantes, que jugaron todos contra todos a doble juego, con la consecuente obtención de las medallas para los tres primeros lugares.
| Fecha       | Fase  | Equipo                |                                  | Resultado |                                  | Equipo                | Espectadores |
| ----------- | ----- | --------------------- | -------------------------------- | --------- | -------------------------------- | --------------------- | ------------ |
| 13 de marzo | Grupo | Antillas Neerlandesas | Bandera de Antillas Neerlandesas | 1 - 2     | Bandera de Argentina             | Argentina             |              |
| 13 de marzo | Grupo | México                | Bandera de México                | 1 - 1     | Bandera de Venezuela             | Venezuela             |              |
| 14 de marzo | Grupo | Venezuela             | Bandera de Venezuela             | 0 - 5     | Bandera de Argentina             | Argentina             |              |
| 15 de marzo | Grupo | México                | Bandera de México                | 1 - 0     | Bandera de Antillas Neerlandesas | Antillas Neerlandesas |              |
| 16 de marzo | Grupo | Venezuela             | Bandera de Venezuela             | 3 - 2     | Bandera de Antillas Neerlandesas | Antillas Neerlandesas |              |
| 17 de marzo | Grupo | México                | Bandera de México                | 0 - 3     | Bandera de Argentina             | Argentina             |              |
| 18 de marzo | Grupo | Argentina             | Bandera de Argentina             | 4 - 2     | Bandera de Antillas Neerlandesas | Antillas Neerlandesas |              |
| 18 de marzo | Grupo | México                | Bandera de México                | 3 - 3     | Bandera de Venezuela             | Venezuela             |              |
| 20 de marzo | Grupo | Argentina             | Bandera de Argentina             | 6 - 1     | Bandera de Venezuela             | Venezuela             |              |
| 20 de marzo | Grupo | México                | Bandera de México                | 2 - 3     | Bandera de Antillas Neerlandesas | Antillas Neerlandesas |              |
| 21 de marzo | Grupo | Venezuela             | Bandera de Venezuela             | 1 - 3     | Bandera de Antillas Neerlandesas | Antillas Neerlandesas |              |
| 22 de marzo | Grupo | México                | Bandera de México                | 3 - 3     | Bandera de Argentina             | Argentina             |              |

### Campeonato Panamericano de Fútbol 1956
Del 26 de febrero al 17 de marzo de 1956 se llevó a cabo en México el II Campeonato Panamericano de Fútbol, era el primer torneo internacional oficial de magnitud importante que organizaría el país. El primer partido en disputa sería México contra Costa Rica, y en su curso ocurrió un hecho sin precedentes; el estadio se abarroto a toda su capacidad (73 000 espectadores, aforo reducido del original). A las afueras del inmueble, más de cuarenta mil personas sin boleto pretendían entrar, y las autoridades fueron insuficientes para contener a la gente. La selección de fútbol de Brasil se quedó con el título luego de liderar la tabla, en un torneo jugado a formato de liga entre seis equipos, producto de cuatro victorias y un empate, en tanto el equipo local México terminó en quinto lugar.
| Fecha         | Fase  | Equipo    |                      | Resultado |                       | Equipo     | Espectadores |
| ------------- | ----- | --------- | -------------------- | --------- | --------------------- | ---------- | ------------ |
| 26 de febrero | Grupo | México    | Bandera de México    | 1 - 1     | Bandera de Costa Rica | Costa Rica | 110 446      |
| 28 de febrero | Grupo | Argentina | Bandera de Argentina | 0 - 0     | Bandera de Perú       | Perú       | 80 000       |
| 1 de marzo    | Grupo | Brasil    | Bandera de Brasil    | 2 - 1     | Bandera de Chile      | Chile      | 14 000       |
| 4 de marzo    | Grupo | México    | Bandera de México    | 0 - 2     | Bandera de Perú       | Perú       | 80 000       |
| 6 de marzo    | Grupo | Argentina | Bandera de Argentina | 4 - 3     | Bandera de Costa Rica | Costa Rica | 35 000       |
| 6 de marzo    | Grupo | Brasil    | Bandera de Brasil    | 1 - 0     | Bandera de Perú       | Perú       | 70 000       |
| 8 de marzo    | Grupo | Chile     | Bandera de Chile     | 1 - 2     | Bandera de Costa Rica | Costa Rica | 80 000       |
| 8 de marzo    | Grupo | México    | Bandera de México    | 1 - 2     | Bandera de Brasil     | Brasil     | 80 000       |
| 11 de marzo   | Grupo | Argentina | Bandera de Argentina | 3 - 0     | Bandera de Chile      | Chile      |              |
| 13 de marzo   | Grupo | México    | Bandera de México    | 0 - 0     | Bandera de Argentina  | Argentina  | 65 000       |
| 13 de marzo   | Grupo | Brasil    | Bandera de Brasil    | 7 - 1     | Bandera de Costa Rica | Costa Rica | 65 000       |
| 15 de marzo   | Grupo | Perú      | Bandera de Perú      | 2 - 2     | Bandera de Chile      | Chile      |              |
| 17 de marzo   | Grupo | Perú      | Bandera de Perú      | 2 - 4     | Bandera de Costa Rica | Costa Rica | 70 000       |
| 17 de marzo   | Grupo | México    | Bandera de México    | 2 - 1     | Bandera de Chile      | Chile      | 80 000       |
| 18 de marzo   | Grupo | Argentina | Bandera de Argentina | 2 - 2     | Bandera de Brasil     | Brasil     |              |

### Juegos Olímpicos de 1968

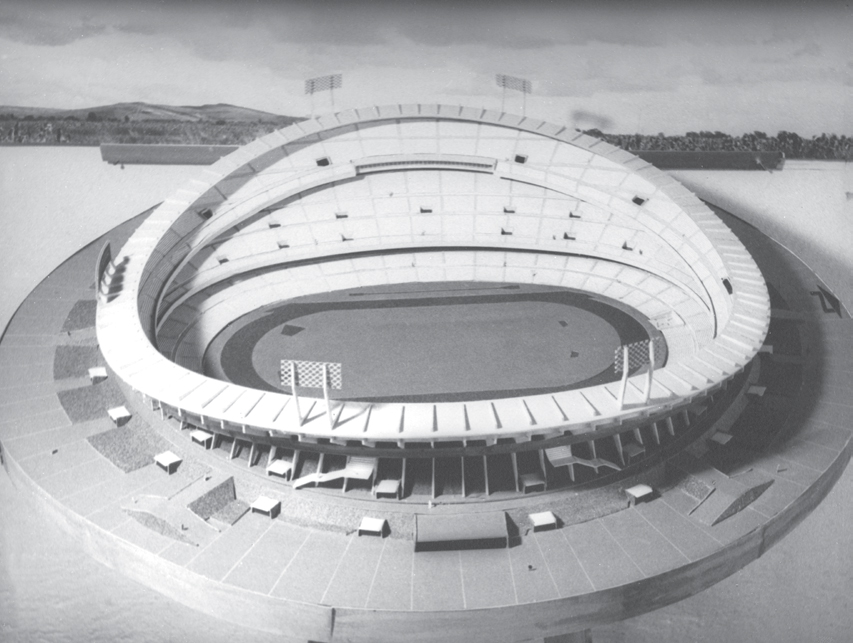
Maqueta del proyecto para la ampliación del inmueble de cara a los Juegos Olímpicos de 1968, la cual no se realizó.

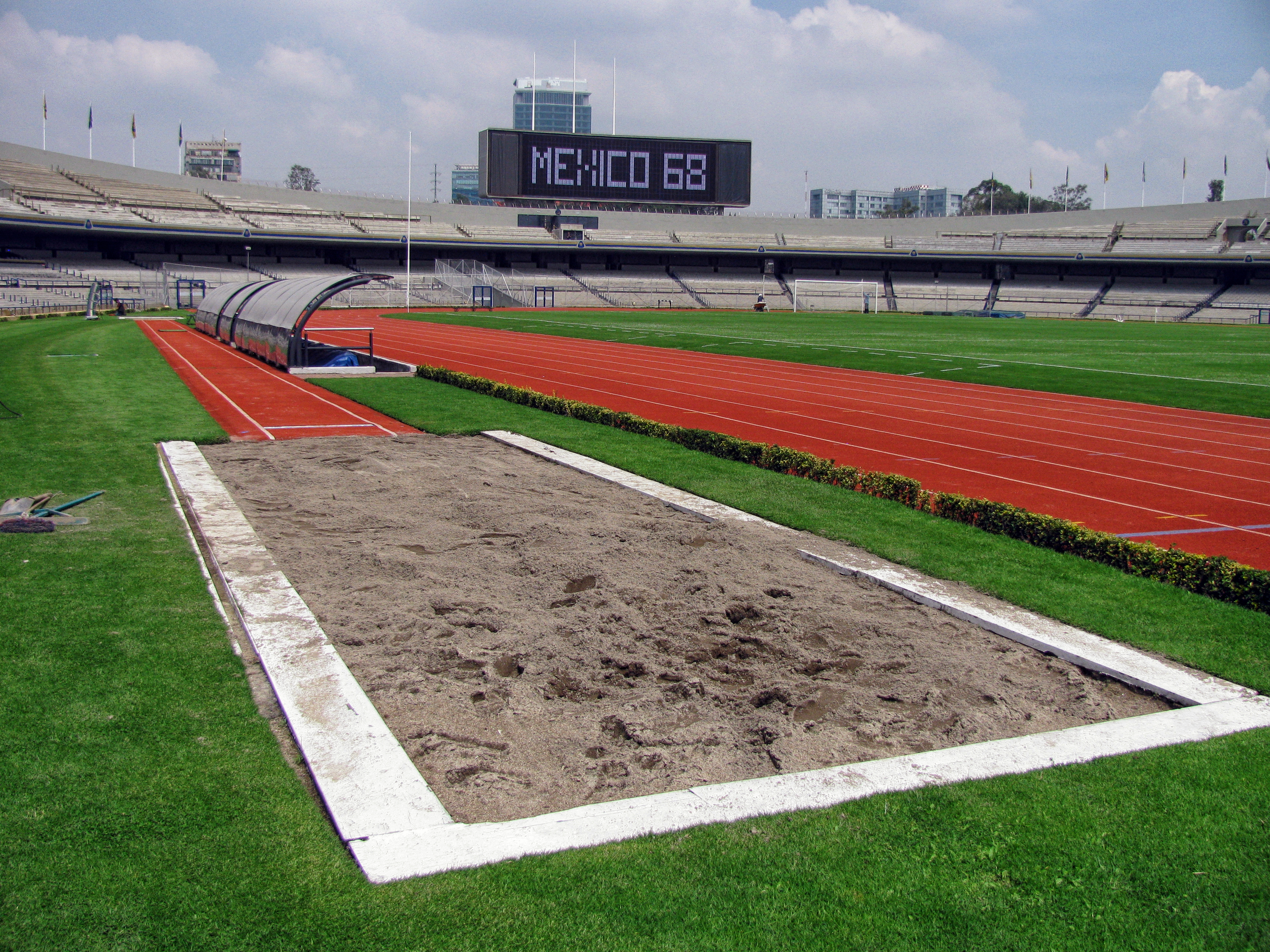
Foso del estadio donde Bob Beamon realizó el llamado "salto del siglo". Detrás, el tablero electrónico réplica el analógico usado en la olimpiada con la leyenda "México 1968".

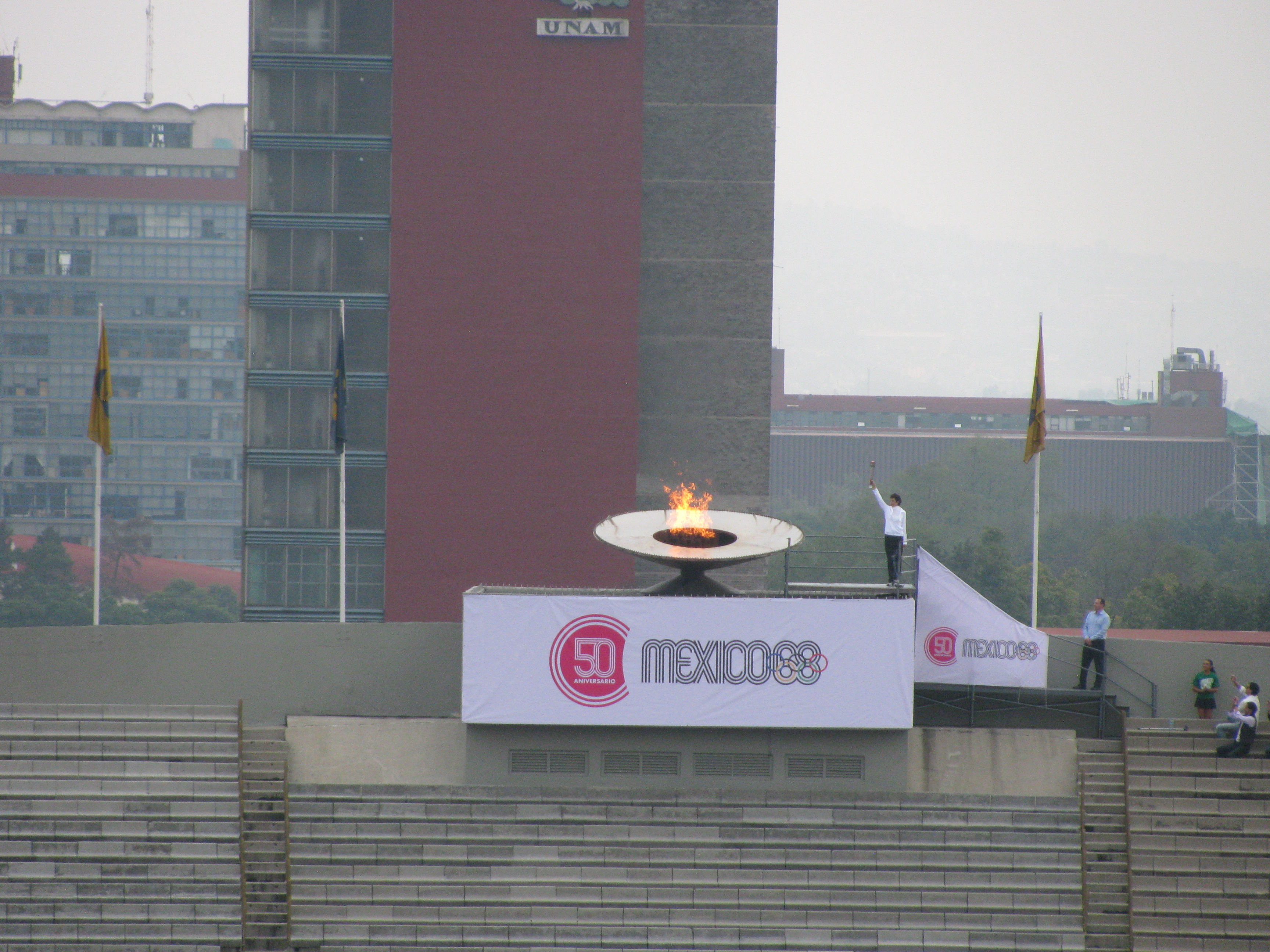
Enriqueta Basilio encendiendo el pebetero del estadio en el quincuagésimo aniversario de los juegos olímpicos en 2018.

La Ciudad de México fue elegida como sede olímpica en la Asamblea del COI celebrada en 1963 en Baden-Baden, Alemania, donde por primera vez estaba presente con un stand promocional. Imponiéndose a las ciudades de Lyon, Detroit y Buenos Aires.
Para la actividad olímpica de 1968, tuvo modificaciones en el campo y la pista, la cual fue cubierta con tartán. Las torres originales de alumbrado desaparecieron para dar paso a otras de mayor tamaño. El marcador original fue trasladado al estadio de Prácticas, cediendo su lugar a la ya conocida pizarra electrónica. También el pebetero se quitó para colocar uno nuevo y más funcional. En la cabecera sur se construyó en la parte baja una rampa de acceso para las delegaciones deportivas, contraria a la entrada de maratón.
Los XIX Juegos Olímpicos se recuerdan por algunos hechos relevantes, el primero tuvo lugar en la ceremonia de inauguración, Enriqueta Basilio fue la primera mujer que encendió el fuego olímpico; las dos Alemanias acudieron a unos juegos con delegaciones separadas por última vez. La antorcha olímpica antes de arribar a tierras aztecas pasó por el océano Atlántico e hizo su entrada en la puerta principal del país sede, el Puerto de Veracruz. La ceremonia de inauguración llevada a cabo el 12 de octubre tuvo como inspiración, precisamente con relación a la fecha, el descubrimiento de América.
La gesta más impresionante que tuvo lugar en el estadio olímpico, ocurrió el 18 de octubre, la realizó el atleta Bob Beamon, que con su salto de longitud de 8.90, estableció un récord mundial que duró veintitrés años superarlo, pero que aún se mantiene vigente como récord olímpico, lo que lo convierte en la plusmarca más añeja de los juegos.
En los 100 metros planos, se superó por primera vez en la historia de los Juegos Olímpicos, la barrera de menos de 10 segundos, imponiendo Jim Hines la nueva marca con 9.95 el 14 de octubre. Mientras que Al Oerter se convirtió en el primer tetracampeón del atletismo olímpico en la prueba de lanzamiento de disco el 15 de octubre. En tanto Dick Fosbury, campeón olímpico de salto de altura, obtuvo el cetro al innovar completamente su deporte creando un nuevo estilo de salto que sustituyó el tradicional salto de tijera por el hoy mayormente usado salto de espalda.
Los atletas de origen africano empezaron su supremacía en las carreras de fondo, que hasta la fecha son los protagonistas de récords mundiales y olímpicos.
En el acto de proclamación de vencedores, los estadounidenses Tommie Smith y John Carlos, oro y bronce en los 200 metros planos, alzaron el puño enfundado en un guante negro y bajaron la cabeza cuando sonó el himno de su país, gesto conocido como Saludo del Black Power; con este gesto hicieron ostensible su protesta por la tensión racial que se vivía en Estados Unidos. A consecuencia de ello, los dos atletas fueron expulsados de la villa olímpica. También los velocistas de la prueba de 4x400 m acudieron al podio con una boina negra y elevando el puño; sin embargo al escuchar el himno de su país, adoptaron al posición de firmes.
El presidente del Comité Olímpico Mexicano, Josué Saénz encabezó la delegación nacional, el jefe de la misma fue el profesor Marco Antonio Escalante y el abanderado fue David Bércenas de Tiro. La Delegación estuvo compuesta por 298 atletas. Si bien la mayoría de las medallas de la delegación local se consiguieron en otros escenarios, uno de los momentos más emotivos para la afición local se vivió cuando José Pedraza entró la tarde del 14 de octubre al estadio para concluir la marcha de 20 km, escoltando a los soviéticos Volodimir Golubnichi y Nikolái Smaga. Los gritos de 60 000 espectadores arreciaron cuando rebasó a Smaga sobre la marca de 200 metros y logró así la medalla de plata. Al final el medallero fue ganado por los Estados Unidos con 107 medallas (45 de oro, 28 de plata y 34 de bronce), mientras que el local México terminó con 9 medallas (3 de oro, 3 de plata y 3 de bronce).

### Copa Mundial de Fútbol de 1986
- Primera fase (Grupo A)

| 2 de junio de 1986 | Argentina                   | 3:1 (2:0) | Corea del Sur      | Estadio Olímpico Universitario, Ciudad de México                                |                                                                                 |
|                    | Valdano 6', 46' Ruggeri 18' |           | Park Chang-sun 73' | Asistencia: 60 000 espectadores Árbitro(s): Victoriano Sánchez Arminio (España) | Asistencia: 60 000 espectadores Árbitro(s): Victoriano Sánchez Arminio (España) |

| 5 de junio de 1986 | Corea del Sur    | 1:1 (0:1) | Bulgaria  | Estadio Olímpico Universitario, Ciudad de México                                     |                                                                                      |
|                    | Kim Jong-boo 70' |           | Getov 11' | Asistencia: 45 000 espectadores Árbitro(s): Fallaj Al-Shanar Khuzam (Arabia Saudita) | Asistencia: 45 000 espectadores Árbitro(s): Fallaj Al-Shanar Khuzam (Arabia Saudita) |

| 10 de junio de 1986 | Argentina                 | 2:0 (1:0) | Bulgaria | Estadio Olímpico Universitario, Ciudad de México                     |                                                                      |
|                     | Valdano 3' Burruchaga 79' |           |          | Asistencia: 65 000 espectadores Árbitro(s): Berny Ulloa (Costa Rica) | Asistencia: 65 000 espectadores Árbitro(s): Berny Ulloa (Costa Rica) |

- Octavos de final

| 17 de junio de 1986 | Francia                 | 2:0 (1:0) | Italia | Estadio Olímpico Universitario, Ciudad de México                        |                                                                         |
|                     | Platini 15' Stopyra 57' |           |        | Asistencia: 70 000 espectadores Árbitro(s): Carlos Espósito (Argentina) | Asistencia: 70 000 espectadores Árbitro(s): Carlos Espósito (Argentina) |

### Juegos Centroamericanos y del Caribe 1990
Cartagena de Indias, Colombia, era originalmente la sede para esta edición de los juegos, sin embargo, problemas diversos obligaron a dimitir. Oportunidad que tuvo la Ciudad de México para realizar esta justa deportiva por tercera vez en su historia. Juegos que se organizaron con muy poco tiempo de margen, y permitieron la continuidad de esta fiesta deportiva a partir del 20 de noviembre al 4 de diciembre de 1990. Cuba encabezó el medallero con 322 medallas (180 de oro, 90 de plata, 52 de bronce) y el local México se ubicó en la segunda posición con 299 medallas (114 de oro, 101 de plata y 84 de bronce).

### Fútbol mexicano

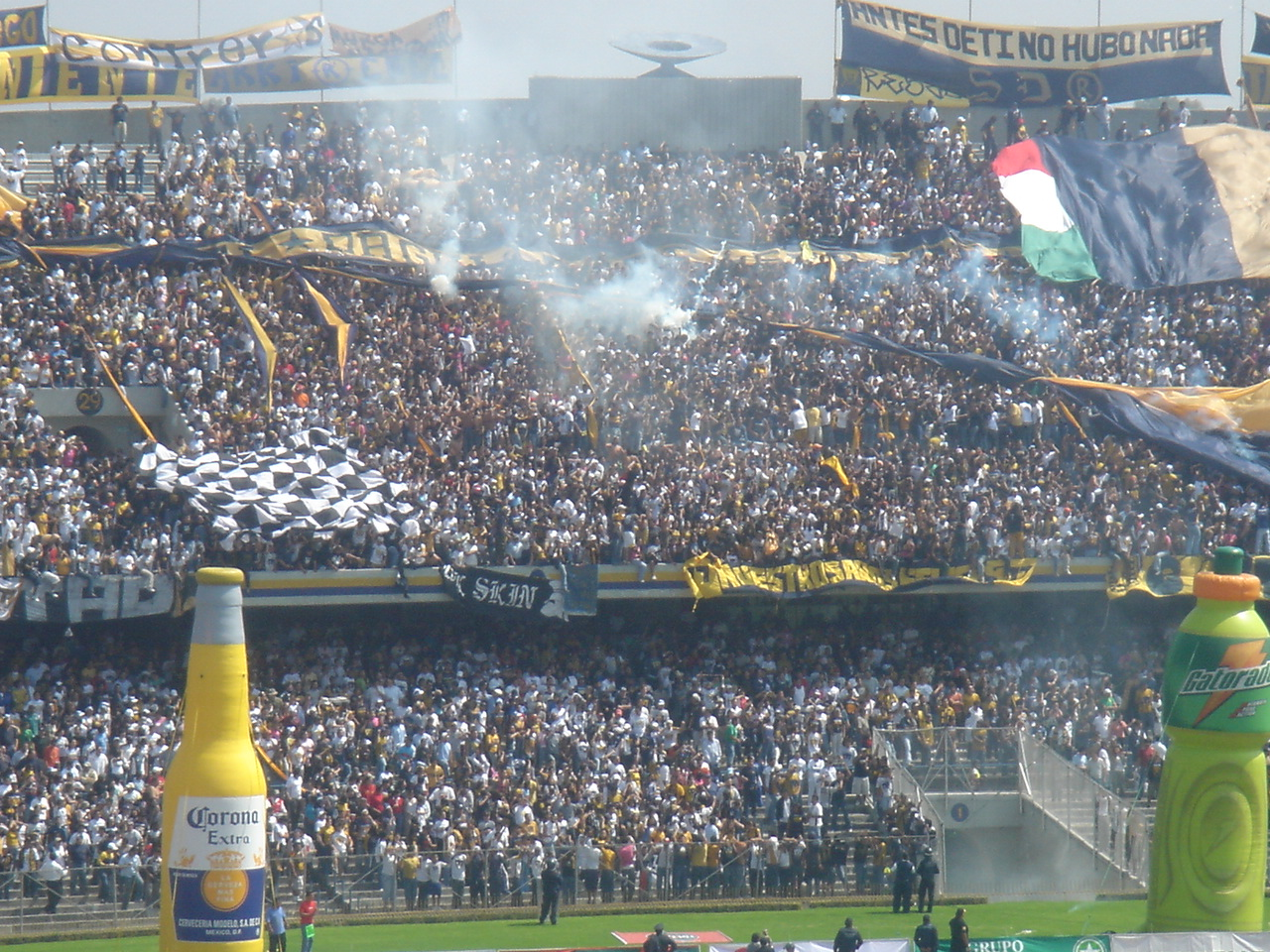
Barra del Club Universidad Nacional durante un juego de la Primera División Mexicana.

Debido a su propósito original, que era albergar competencias atléticas y juegos de fútbol americano (sobre todo del ámbito amateur) y el hecho de no existir un equipo profesional de la UNAM; mantuvieron alejado al balompié de Ciudad Universitaria. Sin embargo el costo elevado que representaba para los equipos del Distrito Federal (América, Necaxa y Atlante) la renta del Estadio Olímpico de la Ciudad de los Deportes, obligó a estos equipos a solicitar el cambio de sede al recinto universitario.
El primer juego oficial de fútbol jugado en esta cancha ocurrió el 10 de julio de 1955 en la jornada uno de la temporada 1955-56, con la derrota 1-2 del ahora conjunto local América ante el Oro; esto claro en Primera División, ese mismo día, horas más tarde debutó en Segunda División el equipo de casa: Pumas de la UNAM; además ya se habían realizado juegos del Torneo de Fútbol de los VII Juegos Centroamericanos y del Caribe México 1954 y del Torneo de Fútbol de los II Juegos Panamericanos México 1955, aunque ambos de categoría amateur. El equipo representativo de la máxima casa de estudios conquistó el ascenso a Primera División el 9 de enero de 1962 al concluir como líder general de la temporada 1961-62 venciendo 5-1 al Cataluña de Torreón. El estadio de Ciudad Universitaria se convirtió en la segunda mitad de los años 1950 y primera de los años 1960 en el epicentro del fútbol mexicano, no solo por ser sede de los cuatro equipos capitalinos, sino por ser anfitrión de los juegos amistosos y eliminatorios de la selección de fútbol de México, de los juegos del Campeón de Campeones y de las famosas Series Internacionales, que enfrentaban en duelos amistosos a los clubes mexicanos, equipos sudamericanos y europeos.
El primer equipo en ganar un título de liga como local fue el Club América. En 1965-66 el equipo americanista acaba con la hegemonía del "Campeonísimo" y obtiene el torneo de Liga, el primero de la llamada Época Profesional, el domingo 12 de diciembre de 1965, en la fecha 30 de la temporada, cuando derrota 2-0 al Veracruz, asegurando con ello el liderato general. Javier "Chalo" Fragoso y Coco Gómez, con un espectacular gol olímpico, fueron los anotadores en aquel domingo.

#### Tragedia del Túnel 29
El domingo 26 de mayo de 1985, en el estadio Olímpico Universitario, se llevaba a cabo el partido de vuelta de la final del fútbol mexicano entre los conjuntos de Pumas de la UNAM y América. Se calcula que entraron al inmueble casi 90 000 personas, cuando la capacidad es apenas para 73 000. El drama ocurrió en el túnel 29, alguien cerró una reja y la gente se empezó a aplastar. El saldo fue de 11 personas muertas y 59 heridas, entre ellos menores de edad.

### Finales en competición nacional

#### Liga
13 partidos de final de Liga se han disputado en este escenario (6 de ida y 7 de vuelta), siendo el segundo escenario en cantidad de este tipo de duelos:
| Temporada  | Resultado          |
| ---------- | ------------------ |
| 1978-79    | UNAM 0-0 Cruz Azul |
| 1987-88    | UNAM 1-0 América   |
| Aper. 2004 | UNAM 2-1 Monterrey |
| Aper. 2007 | UNAM 0-0 Atlante   |
| Clau. 2009 | UNAM 1-0 Pachuca   |
| Ap. 2020   | UNAM 1-1 León      |

| Temporada | Resultado            |
| --------- | -------------------- |
| 1977-78   | UNAM 1-1 Tigres      |
| 1980-81   | UNAM 4-1 Cruz Azul   |
| 1984-85   | UNAM 0-0 América     |
| 1990-91   | UNAM 1-0 América     |
| Cl. 2004  | UNAM 0-0 Guadalajara |
| Cl. 2011  | UNAM 2-1 Morelia     |
| Ap. 2015  | UNAM 4-1 Tigres      |

En 1976-77 Pumas disputó el juego de vuelta de final como local en el Estadio Azteca debido a una huelga del STUNAM que obligó al cierre del estadio. Salvo el caso de la final 1984-85, que requirió un juego de desempate, el Club Universidad Nacional se proclamó campeón en 4 de los 6 juegos definitivos en CU. Tigres, que mantuvo la ventaja de 2-0 del juego de ida en la temporada 1977-78 y en el Torneo Apertura 2015 que ganó por la vía de los penales, es el único equipo visitante en ganar el título en ese estadio.

#### Copa México
Continuando con la costumbre de ubicar el partido final de la Copa México en duelo único a celebrarse en la Ciudad de México, el Olímpico de la Ciudad Universitaria heredo esta práctica de sus antecesores capitalinos, siendo así, se realizaron 7 finales de partido único, más tres duelos de desempate luego de la paridad en el marcador tras los tiempos extras, teniendo los siguientes resultados:
| Temporada | Resultado               |
| --------- | ----------------------- |
| 1959-60   | Necaxa 4-1 Tampico      |
| 1960-61   | Tampico 1-0 Toluca      |
| 1961-62   | Atlas 3-3 Tampico       |
| 1962-63   | Guadalajara 3-2 Atlante |
| 1963-64   | América 0-0 Monterrey   |
| 1964-65   | América 4-0 Morelia     |
| 1965-66   | Necaxa 3-3 León         |

| Temporada | Resultado                           |
| --------- | ----------------------------------- |
| 1961-62   | Atlas 1-0 Tampico                   |
| 1963-64   | América 1-1 Monterrey (5-4 en pen.) |
| 1965-66   | Necaxa 1-0 León                     |

#### Campeón de Campeones
De la misma forma, se volvió la sede habitual de los duelos por el Campeón de Campeones que enfrentaba a los monarcas de Liga y Copa del fútbol mexicano; Se realizaron 8 finales de partido único; así como uno de vuelta y uno de ida en series a visita recíproca, desde que el formato del torneo ahora enfrentaba a los dos campeones de liga en cada uno de los torneos cortos que forman el ciclo futbolístico; teniendo los siguientes resultados:
| Temporada | Resultado                              |
| --------- | -------------------------------------- |
| 1959-60   | Guadalajara 0-0 Necaxa (12-11 en pen.) |
| 1960-61   | Guadalajara 1-0 Tampico                |
| 1961-62   | Atlas 2-0 Guadalajara                  |
| 1962-63   | Oro 3-1 Guadalajara                    |
| 1963-64   | Guadalajara 2-0 América                |
| 1964-65   | Guadalajara 2-1 América                |
| 1965-66   | Necaxa 2-0 América                     |
| 1974-75   | UNAM 1-0 Toluca                        |

| Temporada | Resultado        |
| --------- | ---------------- |
| 2004-05   | UNAM 0-0 América |

| Temporada | Resultado        |
| --------- | ---------------- |
| 2003-04   | UNAM 6-1 Pachuca |

### Finales en competición internacional
En este estadio el equipo local ha disputado siete finales de torneos internacionales con los siguientes resultados:
| 25 de marzo de 1981 (Partido de ida de la Copa Interamericana 1981) | Pumas UNAM                          | 3:1 (1:0) | Nacional         | Estadio Olímpico Universitario, Ciudad de México                 |                                                                  |
|                                                                     | H. Sánchez 5' 85' · R. Ferretti 60' |           | V. Espárrago 57' | Asistencia: 30 000 espectadores Árbitro(s): Rómulo Méndez Molina | Asistencia: 30 000 espectadores Árbitro(s): Rómulo Méndez Molina |

| 17 de noviembre de 1982 (Partido de vuelta en la final de la Copa de Campeones de la Concacaf 1982) | Pumas UNAM                                         | 3:2 (3:2) (Global 3:2) | Robinhood                                   | Estadio Olímpico Universitario, Distrito Federal |  |
| | Ricardo Ferretti 1' 41' · Luis Flores Ocaranza 25' | Reporte                | Umberto Klinker 27' · Rustemberg 44' (pen.) |                                                  |  |

| 6 de febrero de 1990 (Partido de vuelta en la final de Copa de Campeones de la Concacaf 1989) | Pumas UNAM                                                         | 3:1 (2:1) (Global 4:2) | Pinar del Río              | Estadio Olímpico Universitario, Distrito Federal |  |
|                                                                                               | Juan Carlos Vera 8' · Jorge Campos 37' · Manuel Negrete 61' (pen.) |                        | Raimundo García 45' (pen.) |                                                  |  |

| 1 de agosto de 1990 (Partido de vuelta de la Copa Interamericana 1990) | Pumas UNAM            | 1:4 (0:1) | Atlético Nacional                                                     | Estadio Olímpico Universitario, Ciudad de México               |                                                                |
|                                                                        | M. Negrete 86' (pen.) |           | A. Nava 28' (a.g.) · G. Restrepo 67' · O. Galeano 70' · J. Arango 87' | Asistencia: 30 000 espectadores Árbitro(s): Juan Pablo Escobar | Asistencia: 30 000 espectadores Árbitro(s): Juan Pablo Escobar |

| 11 de mayo de 2005, 19:30 (UTC-6) (Partido de vuelta en la final de la Copa de Campeones de la Concacaf 2005) | Universidad Nacional                                                               | 2:1 (0:1) | Deportivo Saprissa                 | Estadio Olímpico Universitario, Ciudad de México        |                                                         |
| | - Joaquín del Olmo 66' (Joaquín Botero ) - Leandro Augusto 90+3' (Marco Palacios ) | Reporte   | - Rónald Gómez 32' (Alonso Solís ) | Asistencia: 40 000 espectadores Árbitro(s): Kevin Stott | Asistencia: 40 000 espectadores Árbitro(s): Kevin Stott |
| El Deportivo Saprissa se proclama campeón de la competencia con marcador global de 2-3.                       |                                                                                    |           |                                    |                                                         |                                                         |

| 6 de diciembre de 2005 (Partido de ida de la final en la Copa Sudamericana 2005) | Pumas UNAM | 1:1 (0:1) | Boca Juniors | Estadio Olímpico Universitario, Ciudad de México |                             |
|                                                                                  | Botero 53' | Reporte   | Palacio 30'  | Árbitro(s): Jorge Larrionda                      | Árbitro(s): Jorge Larrionda |

| Partido de ida de la Liga de Campeones de la Concacaf 2022; 27 de abril de 2022 | Pumas UNAM              | 2:2 (1:0) | Seattle Sounders                 | Estadio Olímpico Universitario, Ciudad de México |                         |
|                                                                                 | Dinenno 38' (pen.), 48' | Reporte   | Lodeiro 77' (pen.), 90+9' (pen.) | Árbitro(s): Iván Barton                          | Árbitro(s): Iván Barton |

| Final de la Copa de Campeones de la Concacaf 2025; 1 de junio de 2025 | Cruz Azul                                                   | 5:0 (4:0) | Vancouver Whitecaps | Estadio Olímpico Universitario, Ciudad de México |                          |
| 19:00 (UTC-6)                                                         | Rivero 8' · Faravelli 28' · Sepúlveda 37', 50' · Bogusz 45' | Reporte   |                     | Árbitro(s): Walter López                         | Árbitro(s): Walter López |

## Arquitectura y arte del estadio

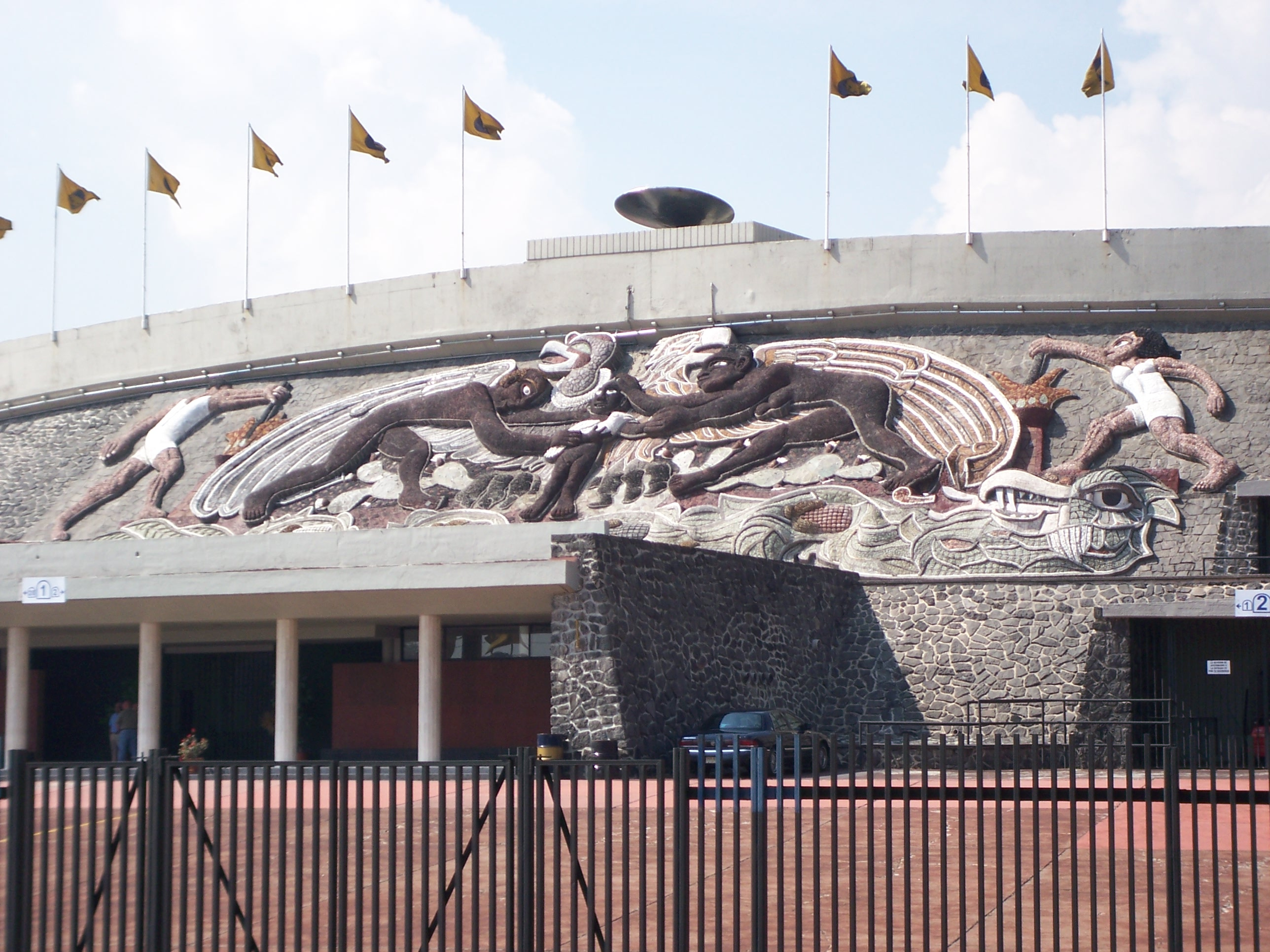
Entrada principal, pebetero y altorrelieve de Diego Rivera.

En el costado oriental del estadio se encuentra el mural de Diego Rivera La universidad, la familia y el deporte en México. En la construcción de este relieve en piedras de colores naturales se muestra el escudo universitario, con el cóndor y el águila sobre un nopal. Bajo sus alas extendidas, Rivera colocó tres figuras que representan a la familia: el padre y la madre entregando la paloma de la paz a su hijo. En los extremos se encuentran dos figuras gigantescas que corresponden a unos atletas, hombre y mujer, que encienden la antorcha del fuego olímpico. Una enorme serpiente emplumada, la imagen simbólica del dios prehispánico Quetzalcóatl, complementa la composición en la parte inferior. Diego Rivera tenía pensado cubrir toda la parte exterior del Estadio con diseños parecidos a este, pero la muerte del artista lo impidió.
La forma asimétrica de las graderías del estadio —con el lado poniente más desarrollada— acentúa el final de la composición del proyecto en conjunto de la Ciudad Universitaria, que remata así su eje principal; la gradería más próxima a la avenida Insurgentes, enfatiza el sentido de liga del Estadio hacia el resto del conjunto.
Fue readaptado, sin modificar sustancialmente el proyecto original, con motivo de los XIX Juegos Olímpicos celebrados en la Ciudad de México en 1968, añadiéndosele el llamado popularmente "palomar" y el pebetero.

## Patrimonio Cultural de la Humanidad

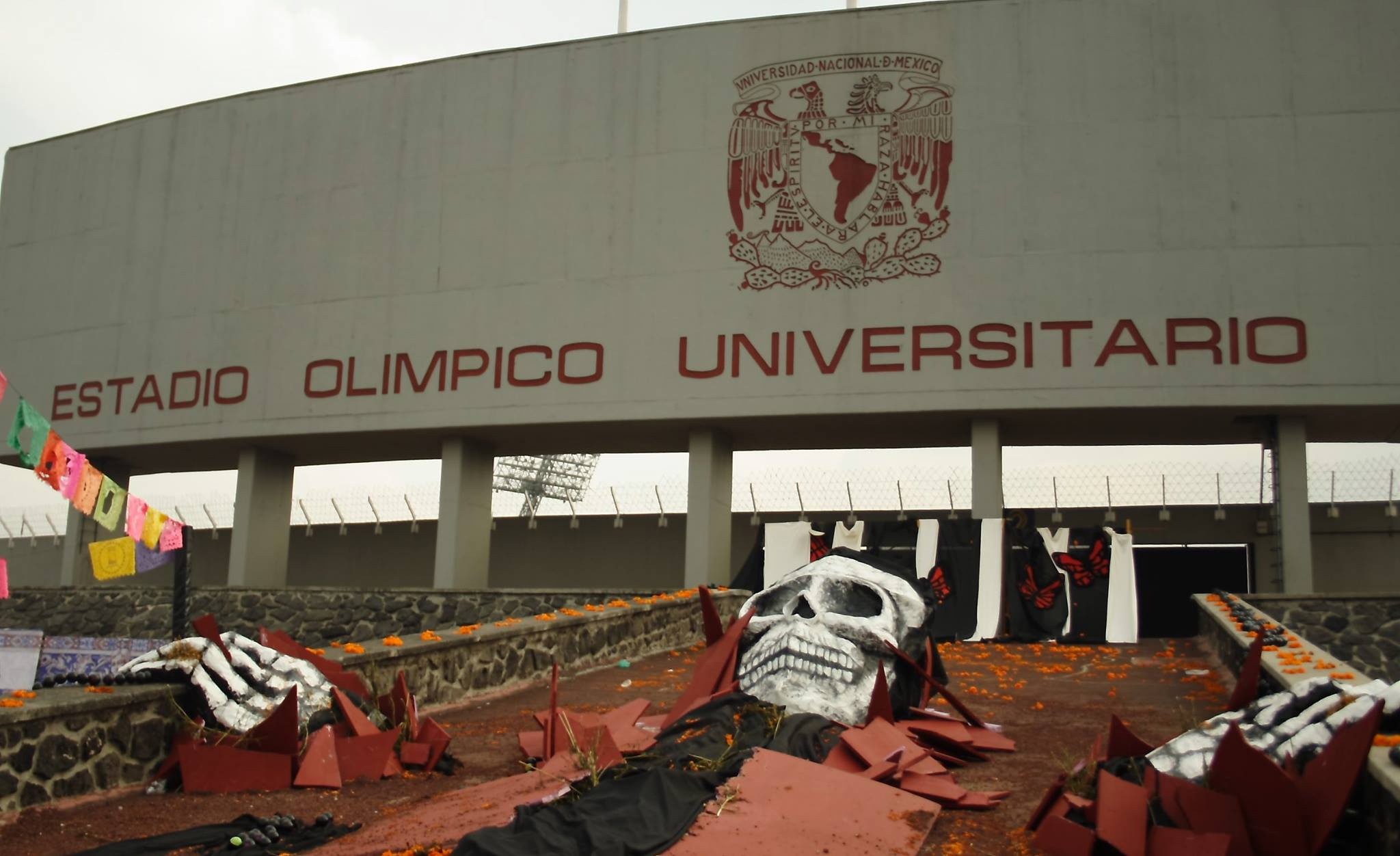
El estadio olímpico siendo la sede de la mega ofrenda durante la celebración del día de muertos.

Como parte integrante del Primer Circuito Universitario de la Ciudad Universitaria de la UNAM, el 28 de junio de 2007 fue inscrita por la Unesco en la lista de sitios que son Patrimonio Cultural de la Humanidad.

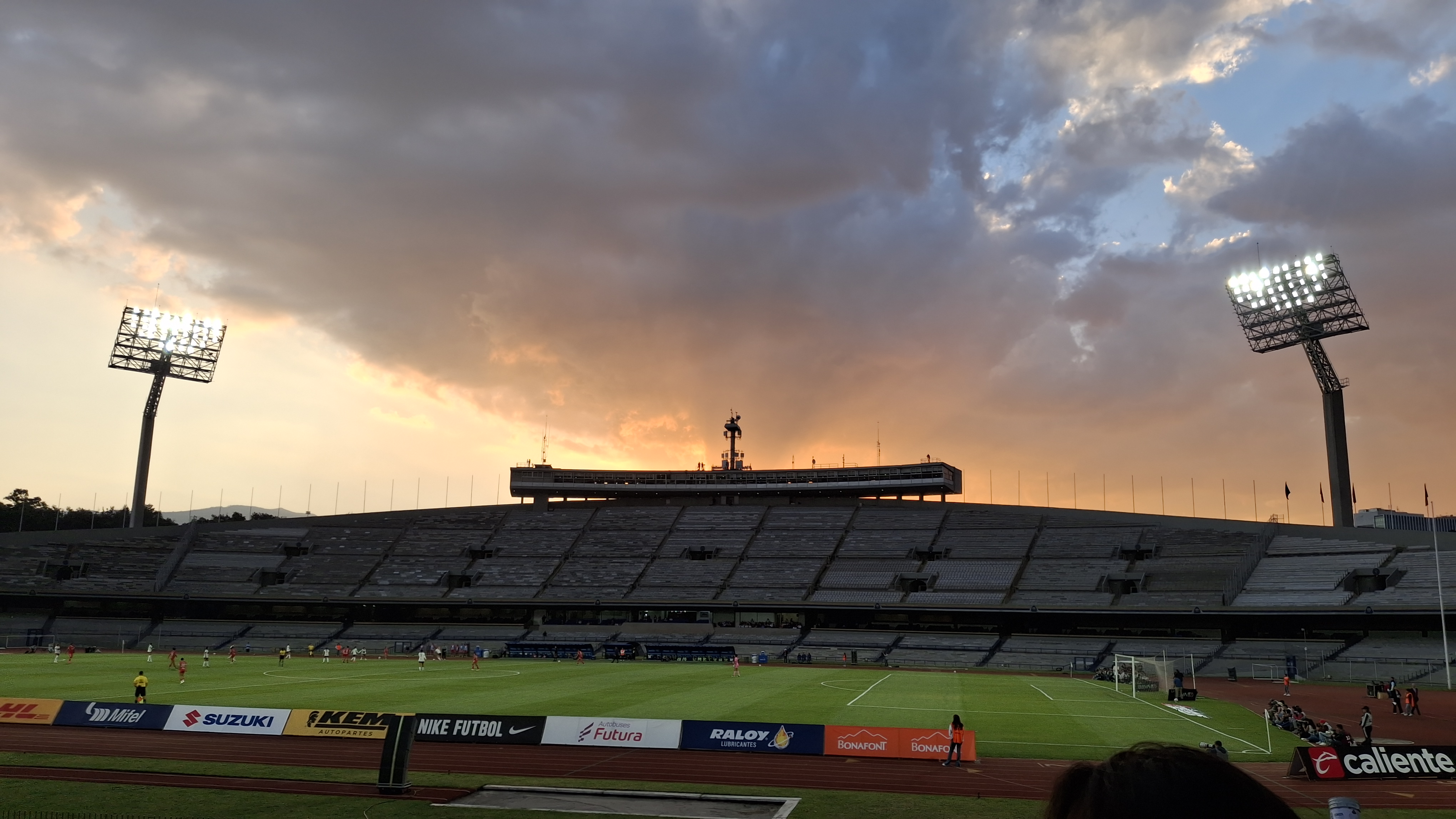
Estadio Olímpico Universitario visto desde el interior.

## Pantalla gigante
En este estadio se localiza la pantalla gigante más grande entre los escenarios del fútbol mexicano, con medidas de 25 metros de largo por 8 de altura, es de alta definición (3600 pixeles), y su tecnología le permite tener un bajo consumo de energía, además de que cuenta con tecnología que le permite tener la misma calidad de imagen tanto de día y como de noche. Es la segunda pantalla más grande de América Latina después de la de la Arena Corinthians.

## Galería

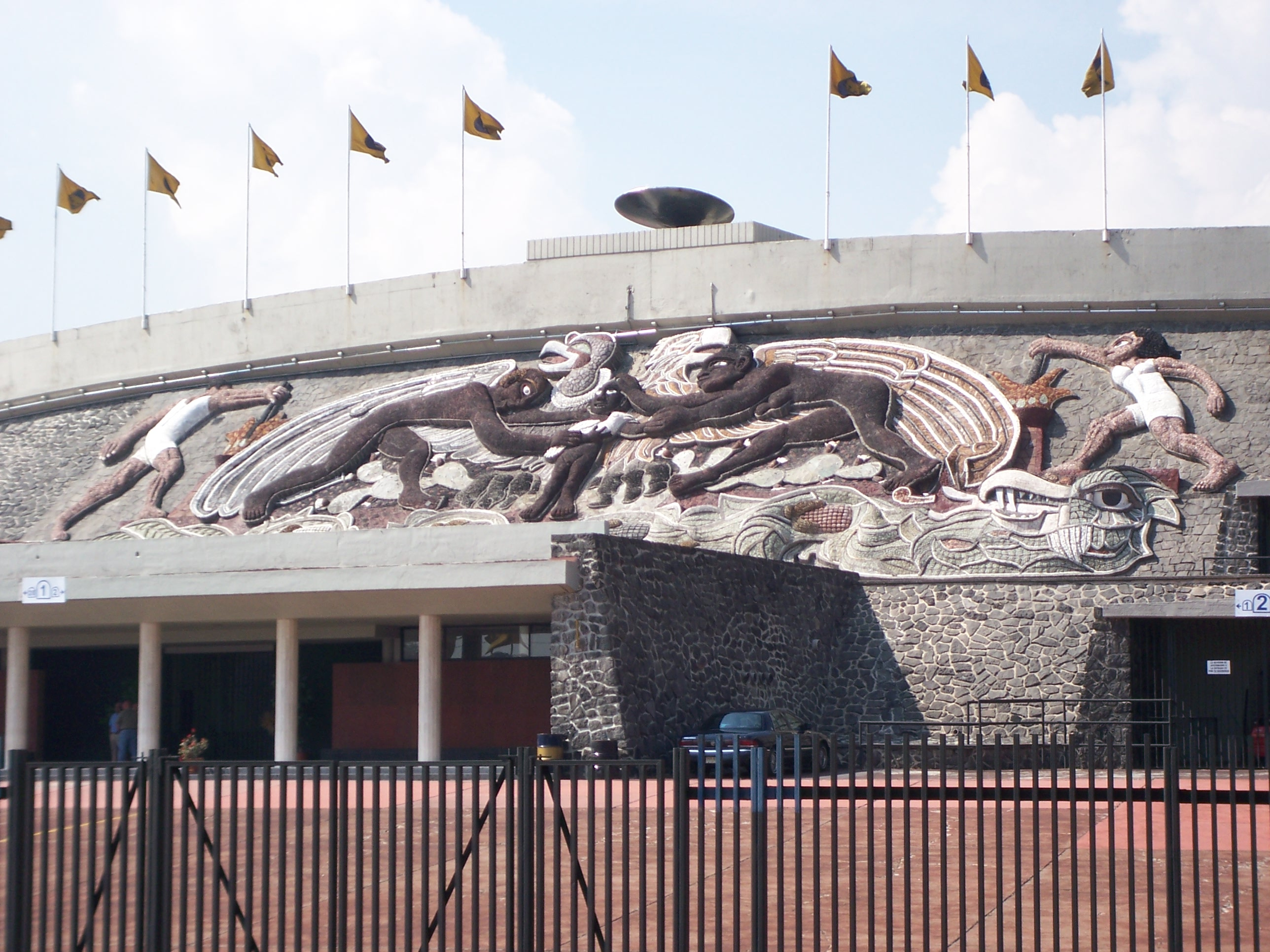
Altorrelieve de Diego Rivera.
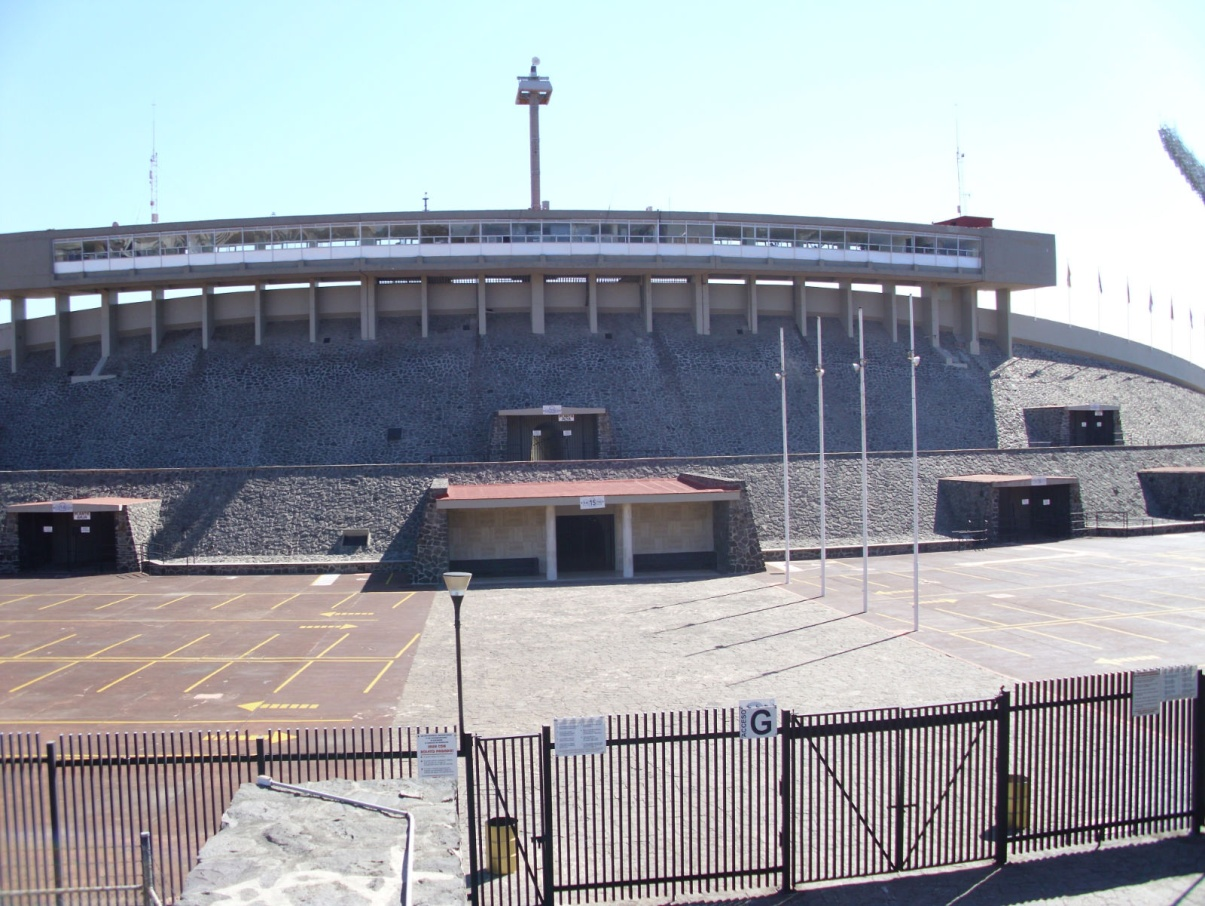
Palomar desde el exterior.
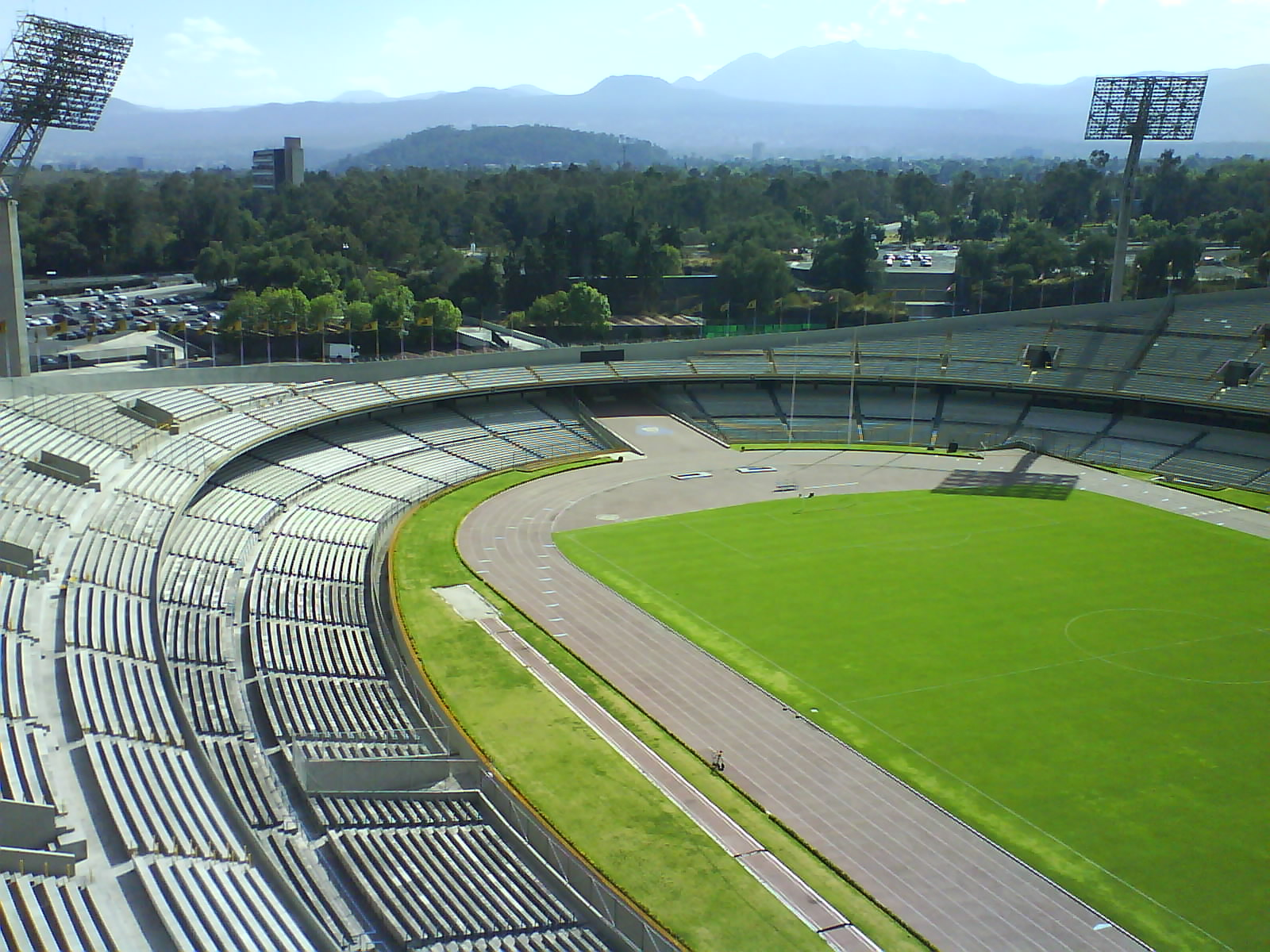
Vista interior del estadio.
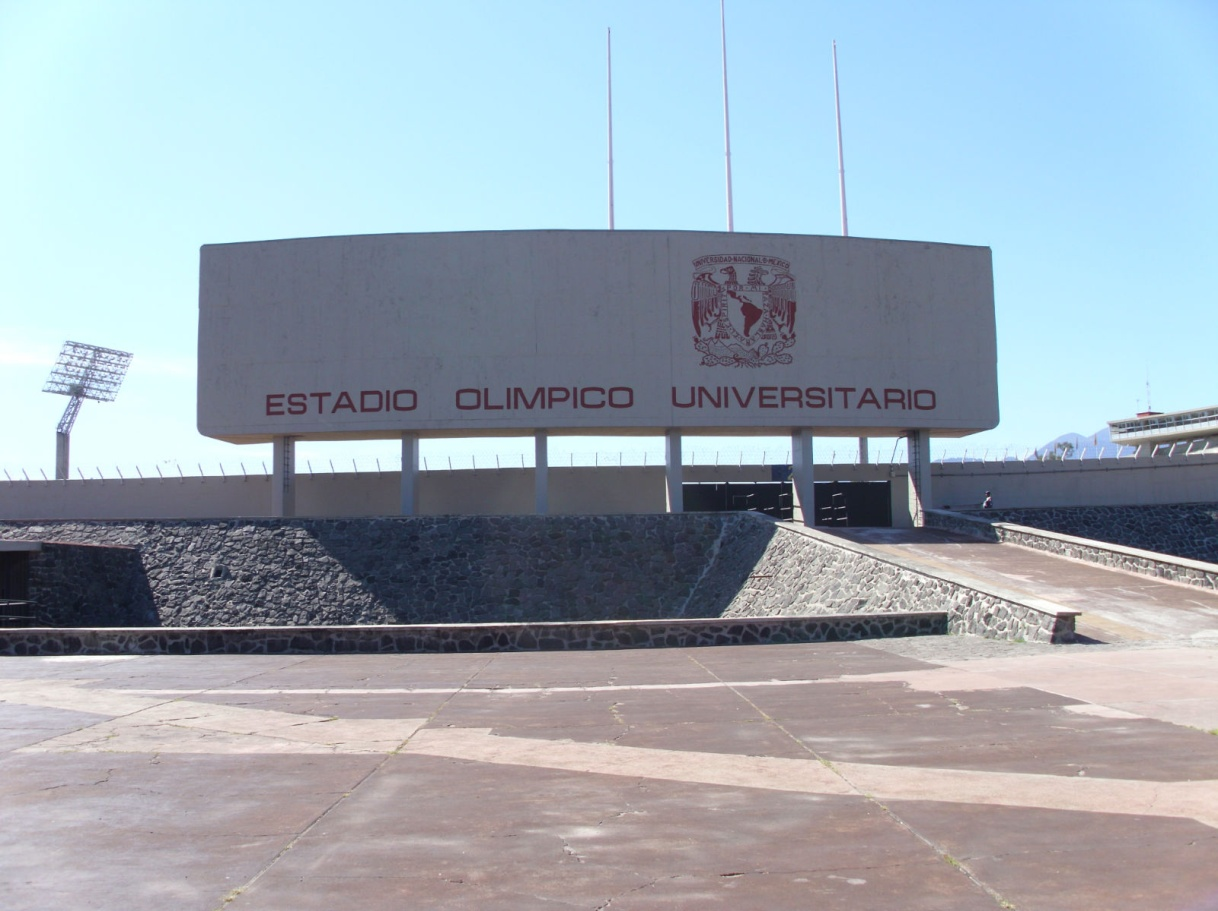
Cabecera Norte, detrás de la pantalla.
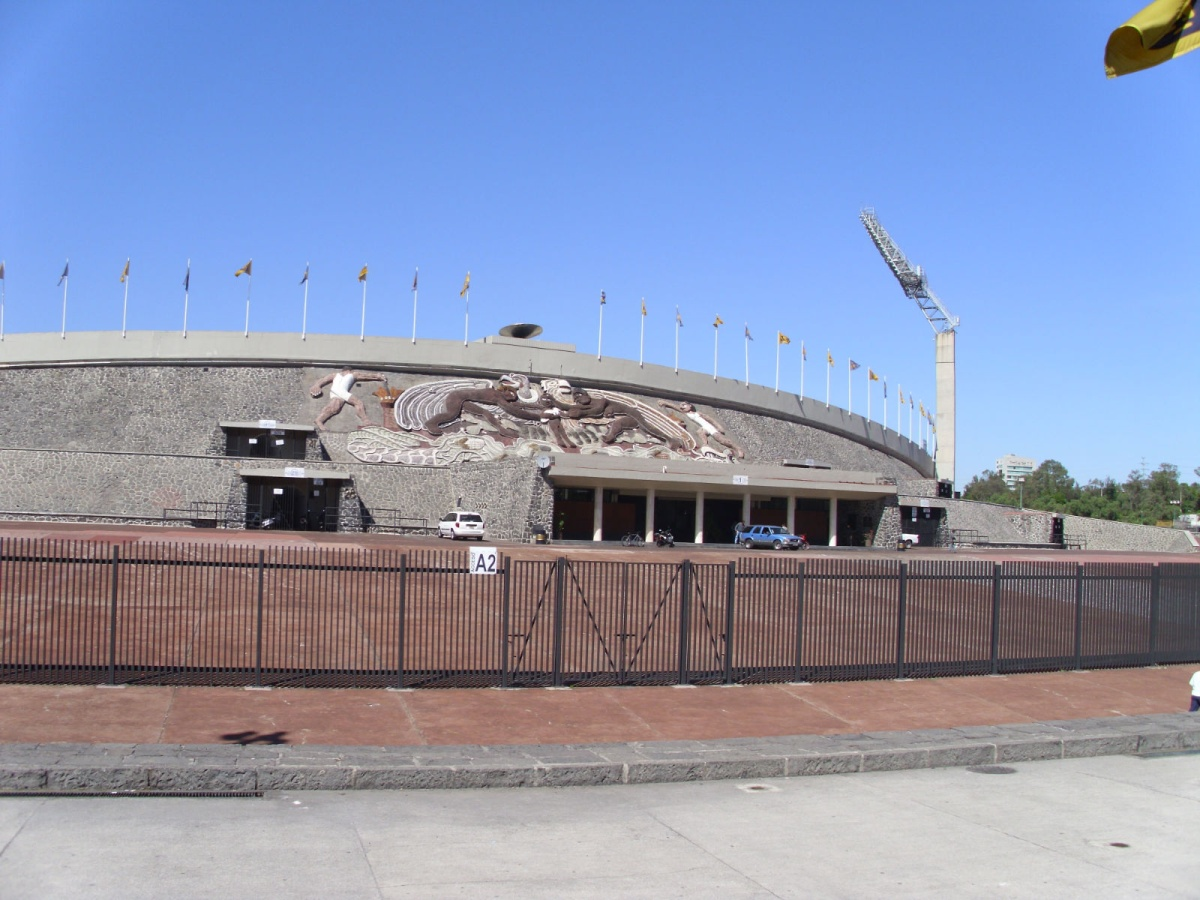
Entrada principal.
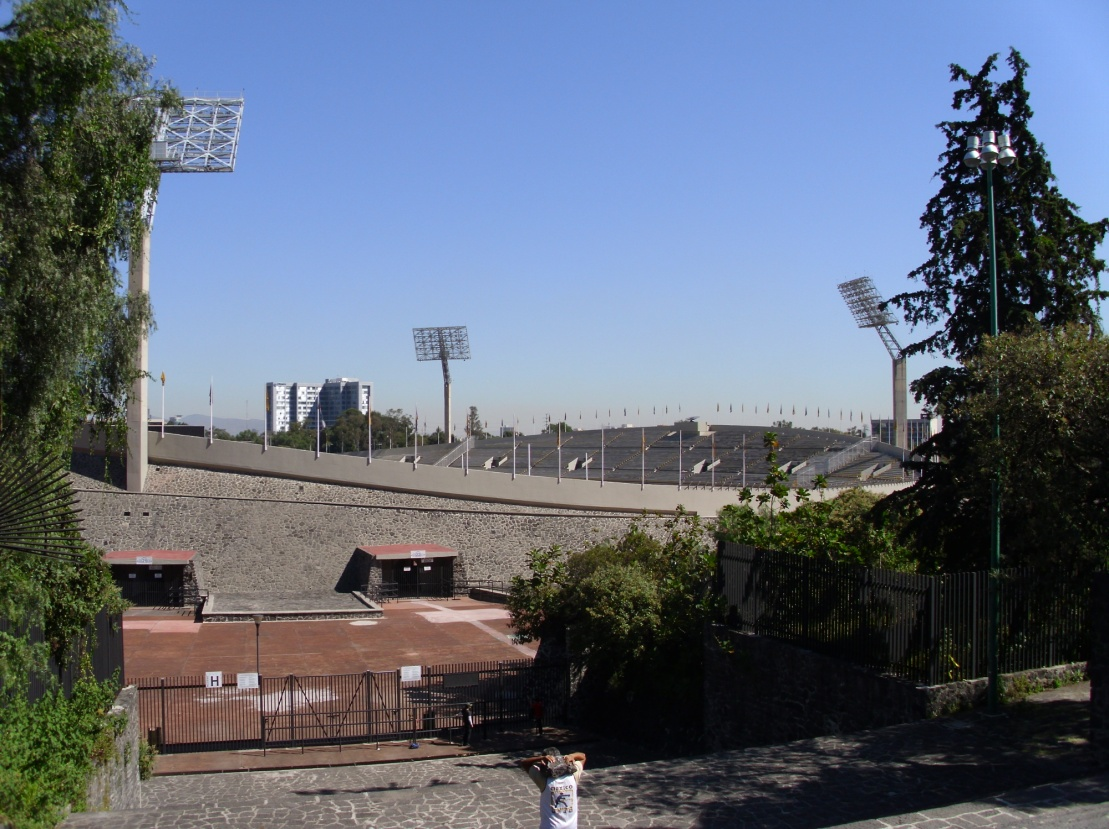
Vista desde el sur.
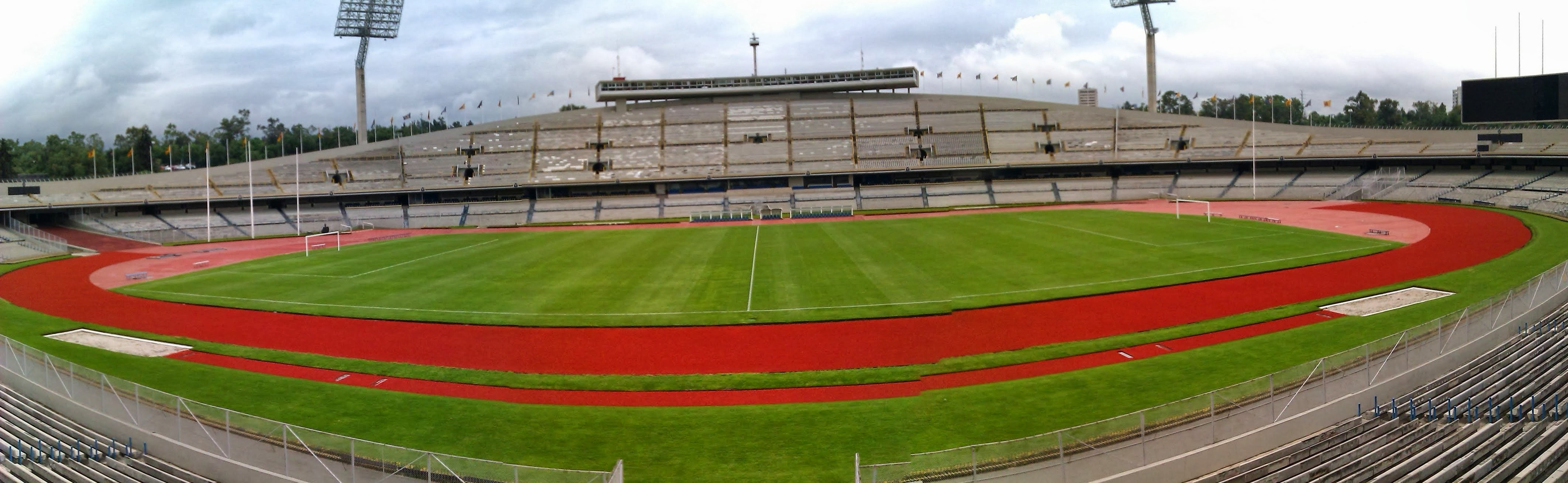
Vista panorámica del interior.
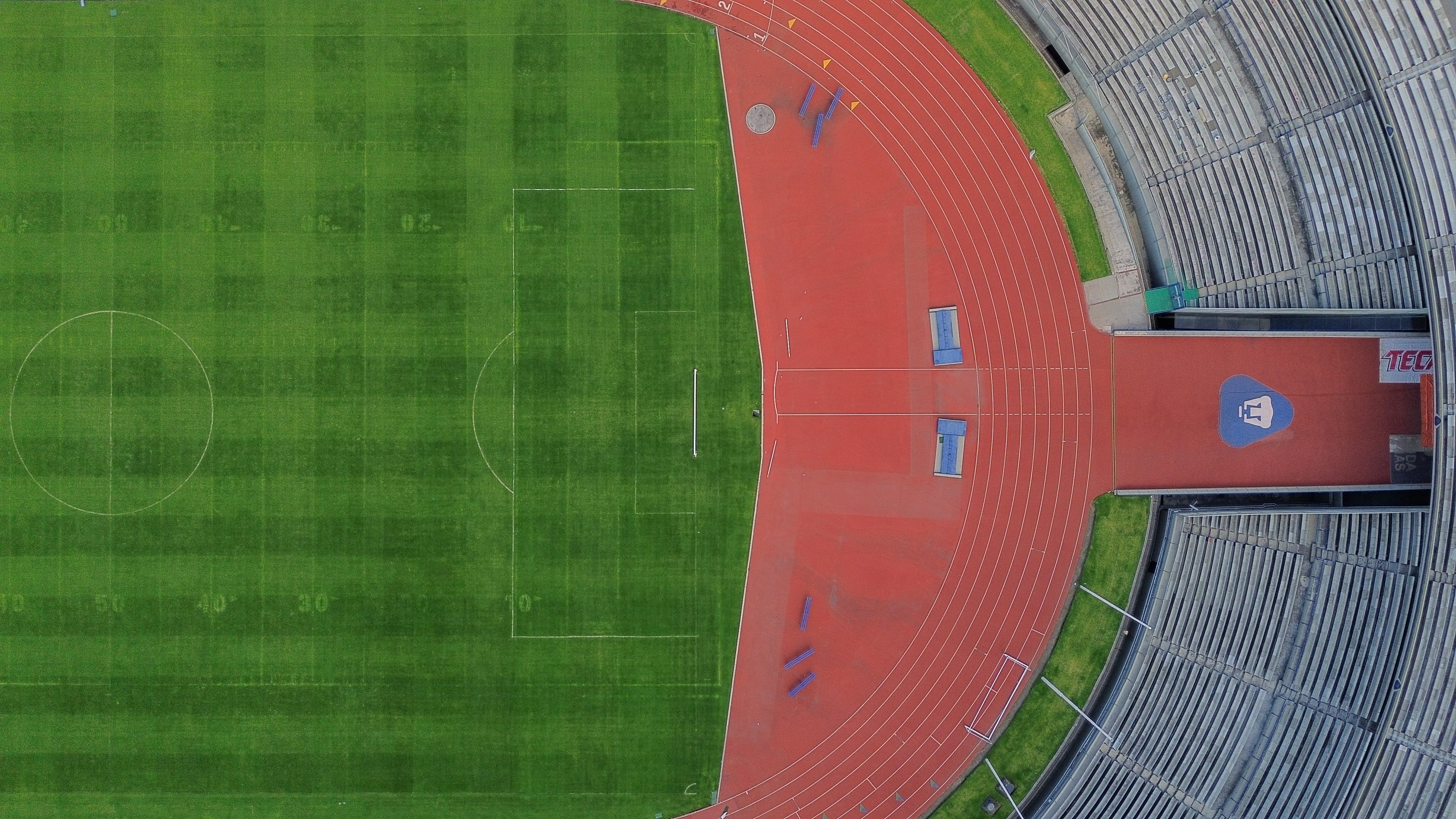
Vista aérea de la cancha y la pista del estadio.
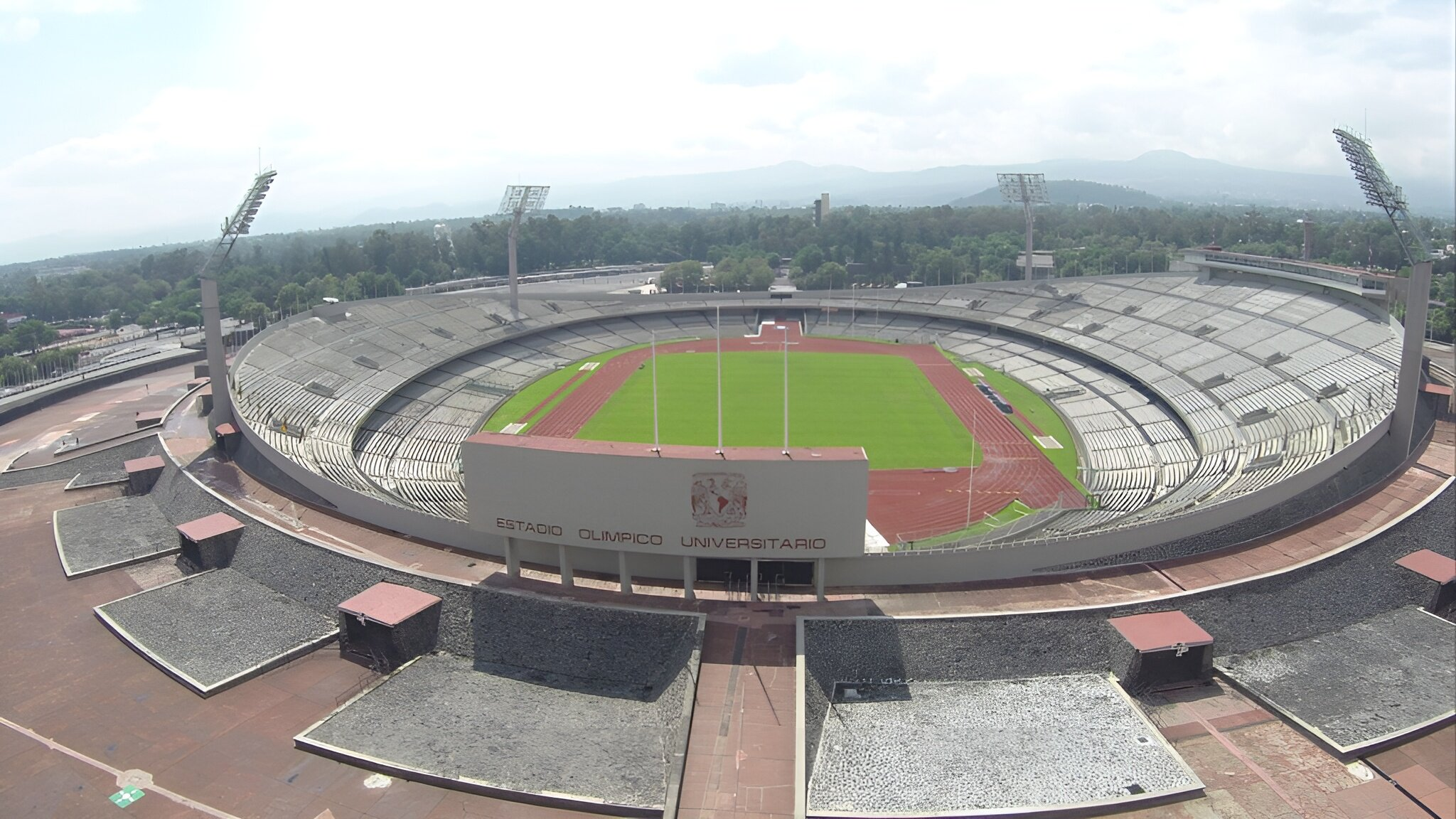
Panorámica del estadio.
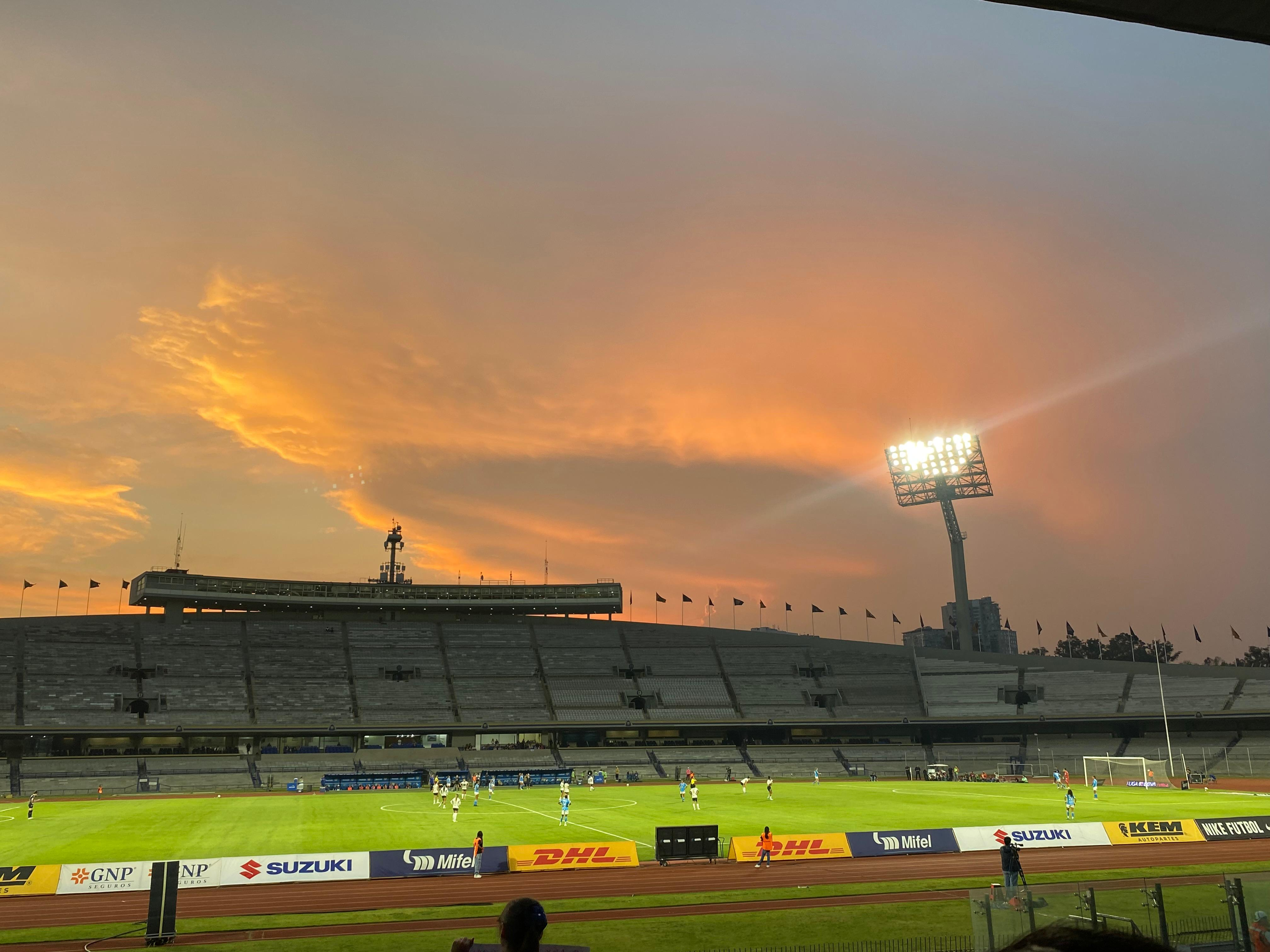
Visto desde el interior.